# Kirill Kombarov
Kirill Vladimirovič Kombarov (in russo Кирилл Владимирович Комбаров?; Mosca, 22 gennaio 1987) è un ex calciatore russo, di ruolo difensore.

## Biografia
È il fratello gemello di Dmitrij Kombarov, con cui ha giocato nello Spartak Mosca.

## Carriera
Ha giocato nella prima divisione russa.